# Just the Way You Are (Billy-Joel-Lied)
Just the Way You Are („Genau so wie du bist“) ist eine Soft-Rock-Ballade des US-amerikanischen Singer-Songwriters Billy Joel. Joel komponierte und textete den Song; produziert wurde die Aufnahme von Phil Ramone. Das Lied wurde im Vorfeld des Albums The Stranger von Columbia Records als Single ausgekoppelt. B-Seite war das ebenfalls von Joel geschriebene Lied Get It Right the First Time in der ungekürzten The-Stranger-LP-Version.

## Entstehung

Billy Joel - Just the Way You Are

Die Melodie von Just the Way You Are sei ihm im Traum eingefallen, sagt Joel; weitere musikalische Ideen dazu hatte er während eines geschäftlichen Meetings. Den Text des Liedes über seine damalige Ehefrau und Managerin Elizabeth Weber habe er anschließend in zwei bis drei Stunden geschrieben. Nach der Aufnahme waren Joel und die Männer im Studio nicht überzeugt von dem Lied. Es sei ein Chick Song, ein Lied für Mädchen, war die allgemeine Meinung. Erst nachdem Phoebe Snow und Linda Ronstadt den Song zufällig gehört hatten und für ihn plädierten, wurde entschieden, ihn auf dem Album zu lassen. Joel und Weber ließen sich 1982 scheiden, fünf Jahre nach der Aufnahme des romantischen Liebeslieds.

### Text
Joel macht der Besungenen mit Just the Way You Are eine Liebeserklärung: Er liebe sie genau so wie sie sei, mit all ihren Fehlern. Er sagt ihr, sie solle „nicht versuchen, sich zu verändern, um mir zu gefallen, da du mich bislang noch nie enttäuscht hast“ (“Don’t go changing to try and please me, you never let me down before”). Sie brauche keine neue Mode und keine neue Haarfarbe, denn – so die Zusammenfassung in der letzten Wiederholung des Refrains – 

“I said I love you, and that's forever,
And this I promise from the heart.
I could not love you any better
I love you just the way you are.”

„Ich sagte, ich liebe Dich, und das gilt für immer;
Das verspreche ich von ganzem Herzen.
Ich könnte Dich nicht noch mehr lieben:
Ich liebe Dich genau so, wie Du bist.“

Chuck Klosterman nennt den Text des Liedes einen „musikalischen Liebesbrief, der jedem sagt, was er hören möchte: Du bist nicht ohne Makel, aber Du bist, was ich will.“

### Musik
Der Song enthält ein längeres Altsaxophonsolo von Phil Woods.

## Auszeichnungen
Just the Way You Are wurde bei den Grammy-Verleihungen 1979 mit zwei Preisen bedacht: dem Award für die Single des Jahres und dem für den Song des Jahres. Joel sagte dazu später: 

„Ich war völlig überrascht, dass der Song einen Grammy gewann. Er war nicht einmal Rock ’n’ Roll, es war eher wie ein vielgespielter Standardtitel mit ein bisschen Rhythm and Blues drin. Er erinnerte mich an alte Aufnahmen von Stevie Wonder.“

## Kommerzieller Erfolg

### Chartplatzierungen
Im November 1977 kam die Single-Auskopplung in die Billboard Hot 100. Das Stück wurde Joels erster Top-Ten-Hit in den Vereinigten Staaten; höchste Platzierung war Position drei. In den Adult-Contemporary-Charts erreichte es Platz eins. Im Januar 1978 veröffentlichte CBS die Single auch in Großbritannien, die in Europa die Katalognummer CBS 5872 trug. Joel gab damit sein britisches Chart-Debüt am 11. Februar 1978; Just the Way You Are blieb neun Wochen in der Hitparade und erreichte Platz 19. Im Jahr 1986 wurde das Lied als Doppel-A-Seite mit Joels Stück She’s Always a Woman mit der Katalognummer CBS A 6862 wiederveröffentlicht und stand eine weitere Woche auf Platz 53 der britischen Charts. Eine Wiederveröffentlichung in den USA im August 1988 auf CD gemeinsam mit dem Nummer-eins-Hit It’s Still Rock ’n’ Roll to Me erreichte die Hitparade nicht.
| ChartsChartplatzierungen       | Höchstplatzierung | Wochen |
| ------------------------------ | ----------------- | ------ |
| Vereinigte Staaten (Billboard) | 3 (27 Wo.)        | 27     |
| Vereinigtes Königreich (OCC)   | 19 (9 Wo.)        | 9      |

| ChartsJahrescharts (1978)      | Platzierung |
| ------------------------------ | ----------- |
| Vereinigte Staaten (Billboard) | 17          |

### Auszeichnungen für Musikverkäufe
Die Single erhielt in den USA am 6. März 1978 für mehr als eine Million verkaufte Exemplare eine Goldene Schallplatte.
| Land/Region                  | Auszeichnungen für Musikverkäufe (Land/Region, Auszeichnung, Verkäufe) | Verkäufe  |
| ---------------------------- | ---------------------------------------------------------------------- | --------- |
| Neuseeland (RMNZ)            | Platin                                                                 | 15.000    |
| Vereinigte Staaten (RIAA)    | 3× Platin                                                              | 3.000.000 |
| Vereinigtes Königreich (BPI) | Silber                                                                 | 200.000   |
| Insgesamt                    | 1× Silber · 4× Platin ·                                                | 3.215.000 |

Hauptartikel: Billy Joel/Auszeichnungen für Musikverkäufe

## Coverversionen
Just the Way You Are wurde von zahlreichen anderen Künstlern gecovert. Die erfolgreichste Version veröffentlichte Barry White noch im Jahr 1978. Sie erschien zunächst ebenfalls auf einer Langspielplatte, Whites The Man, und wurde im Dezember 1978 als zweite Single des Albums veröffentlicht. In Großbritannien stieg sie vor dem Weihnachtsfest in die Charts ein und blieb zwölf Wochen notiert; die höchste Position war Platz zwölf. In den USA erreichte sie Position 102 der Hitparade.
Weitere Versionen sangen und spielten unter anderen Frank Sinatra, Andy Williams, Diana Krall, Grover Washington, Jr., Harry Connick, Jr., Isaac Hayes, Kenny Rogers, Howard Keel und Richard Clayderman.